# Hochwasser

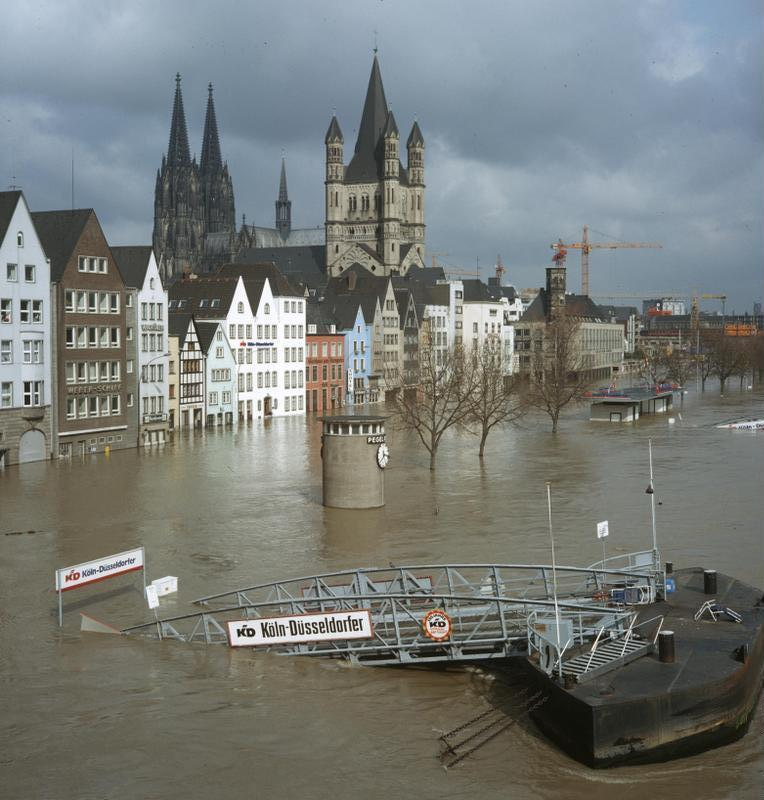
Hochwasser am Rheinufer Köln (April 1983, Bundesarchiv)

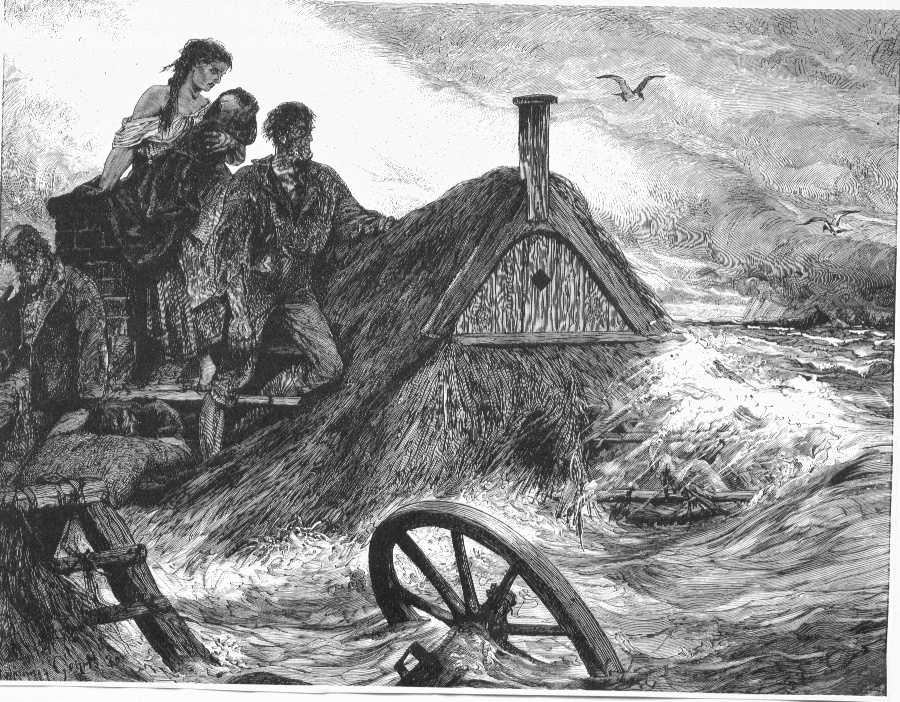
Johannes Gehrts: Sturmflut. Gemälde von 1880

Hochwasser (wissenschaftlich/mathematische Abkürzung HQ aus „Hoch“ und Abfluss-Kennzahl Q) wird der Zustand von Gewässern genannt, bei dem ihr Wasserstand deutlich über dem Pegelstand ihres Mittelwassers liegt. Gegenstück ist „Niedrigwasser“.
Bei der Begriffsverwendung ist zu unterscheiden, woher entsprechendes Wasser hauptsächlich stammt:
- Gezeitenunabhängig (Tide): Aufgrund von Starkregen („pluvial“) oder Schneeschmelze (Wasser von oben), bei fließenden oder stehenden Gewässern („fluvial“),[1]
- Tideabhängig (In der Regel an maritimen Gewässerküsten):
  - Normalfall: Zustand zwischen zwei Niedrigwassern der Tide, es tritt als Normalzustand (Tidehochwasser) periodisch alle 12 bis 12½ Stunden auf.
  - Extremfall Sturmflut: Durch Stärke und Richtung von Wind bzw. Sturm bis Orkan erhöhtes normales periodisches Hochwasser

Umgangssprachlich wird Hochwasser häufig mit der Flut verwechselt. 

## Tideunabhängig

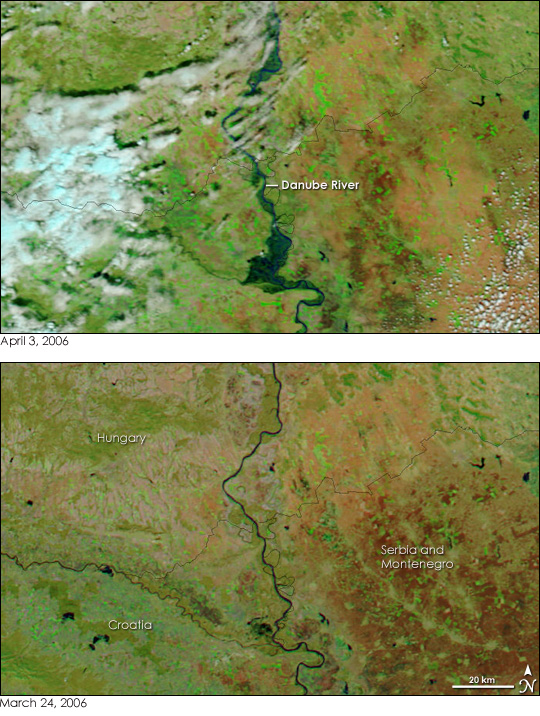
Donau in Ungarn, Kroatien und Serbien 2006, Flutbild und Normalzustand (NASA-MODIS)

Bei Flüssen und kleineren Fließgewässern spricht man von Hochwasser, wenn ihr Wasserstand für längere Zeit (mehrere Tage) ihren normalen Pegel deutlich übersteigt. Sie haben meist – je nach Art des Einzugsgebietes – eine jahreszeitliche Häufung, etwa bei der Schneeschmelze oder nach sommerlichen Starkregen. Bei starkem Hochwasser muss zunächst die Flussschifffahrt eingestellt werden, bei weiterem Ansteigen kann es zu Überschwemmungen kommen. Anschwellende Wildbäche können Brücken mitreißen und Muren oder Erdrutsche auslösen. Besonders schnell eintretende Hochwässer können als Sturzfluten bezeichnet werden.

## Tideabhängig
In Meeren und von Gezeiten („Tiden“) abhängigen Gewässern bezeichnet „Hochwasser“ den periodischen Eintritt des höchsten Wasserstands (Scheitelpunkt) nach Eintreten der Flut und vor dem Übergang zur Ebbe. Hoch- und Niedrigwasser wechseln sich durchschnittlich alle 6 bis 6½ Stunden ab, verursacht durch die Gravitation der Sonne und vor allem des Mondes. Besonders hohe Tiden bei Voll- oder Neumond werden als „Springtide“ auch „Springflut“ oder „Springhochwasser“ bezeichnet. Normale Hochwasser können durch Wind (Driftstrom) zu einer Sturmflut verstärkt werden, die an einer Flachküste kilometerweit ins Landesinnere vordringen kann. Bei Gewässern ohne merkliche Gezeiten kann es im Zusammenhang mit der Schneeschmelze oder einem Starkregenereignis auch zu einem Windstau (Hydrologie) kommen.

## Allgemeines

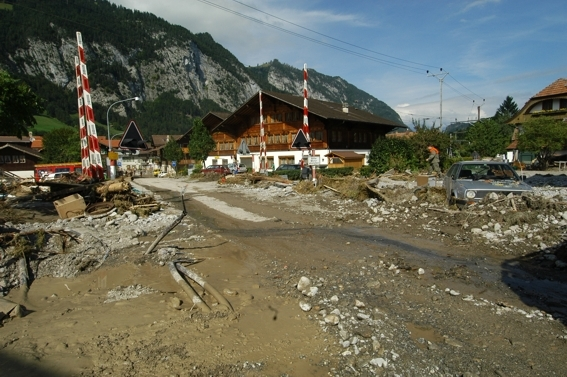
Diemtigen (Schweiz) nach einem Hochwasser des Chirel, August 2005

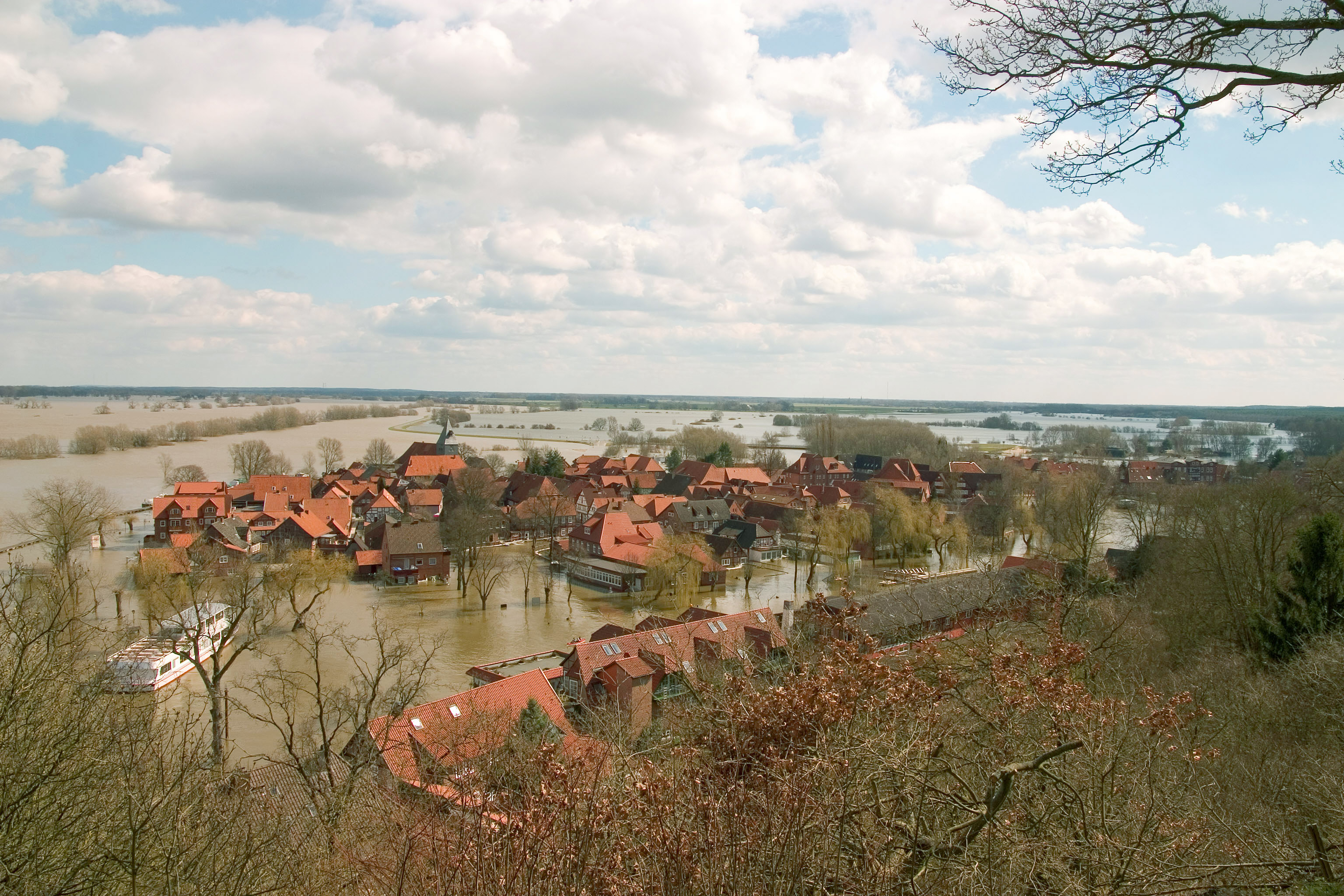
Elbehochwasser 2006: Von Elbe und Jeetzel überflutete Altstadt von Hitzacker

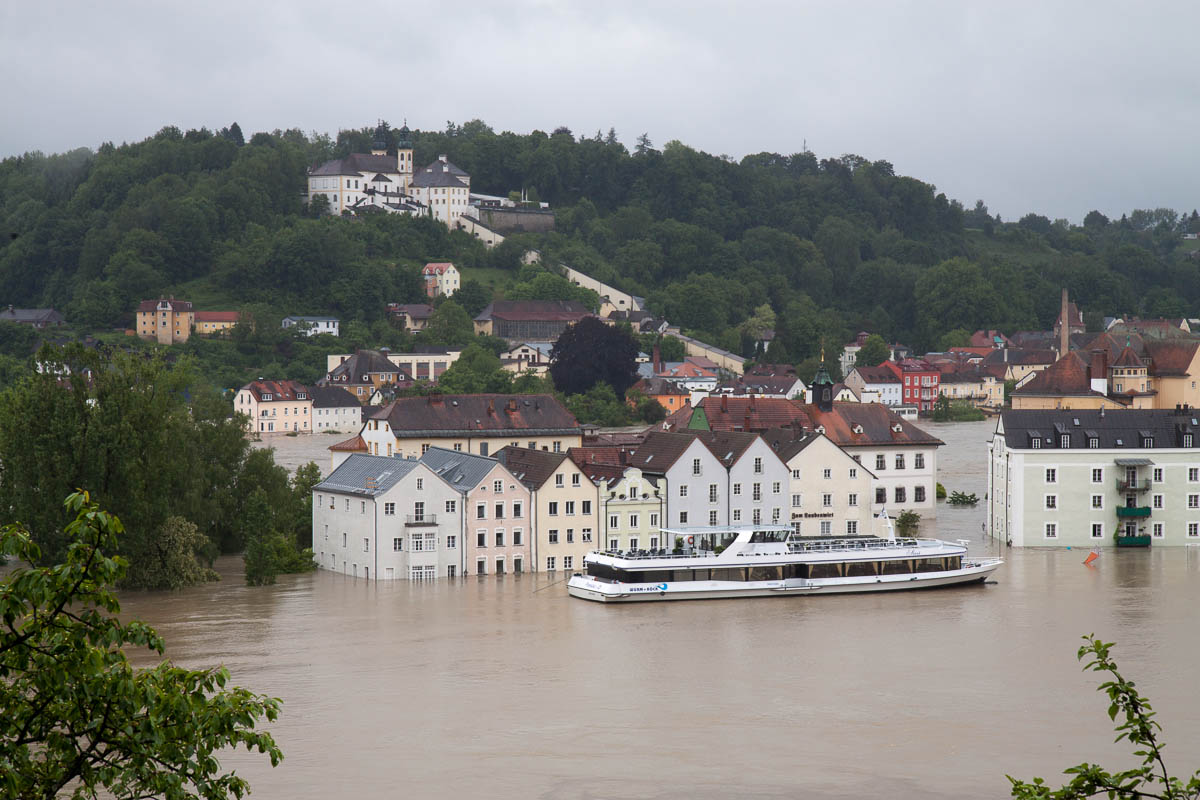
Passau während der Hochwasser in Mitteleuropa 2013

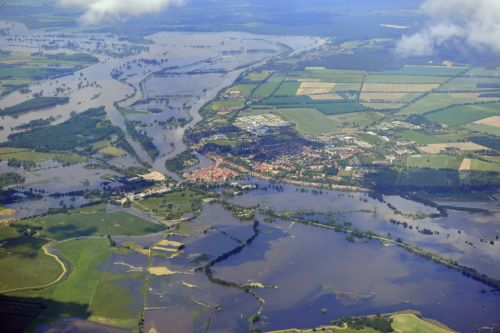
Ausuferung an der Mittelelbe bei Havelberg, Juni 2013

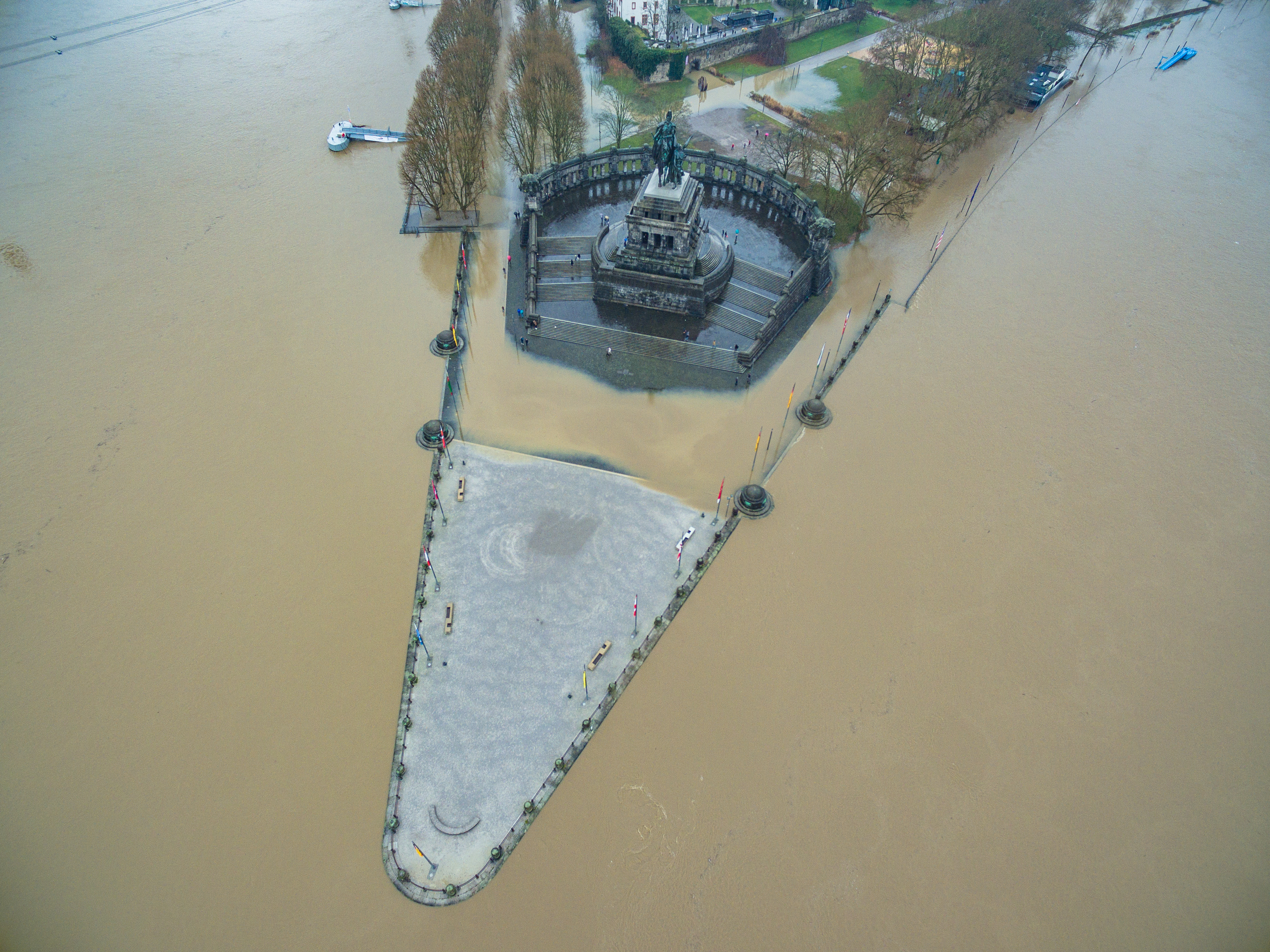
Hochwasser am Deutschen Eck in Koblenz Anfang Januar 2018

Grundsätzlich sind Hochwasser Bestandteile des natürlichen Geschehens. Zur Katastrophe (Flutkatastrophe) werden sie, wenn menschliche Werte betroffen sind. Man kann unterscheiden zwischen regelmäßig wiederkehrenden Hochwassern, ausgelöst etwa durch Gezeiten oder Schneeschmelze (Frühjahrshochwasser), und unregelmäßigen oder einmaligen Ereignissen wie Tsunamis, Sturmfluten und sogenannte „Jahrhundertfluten“ (als solche wurde das Elbehochwasser 2002 sowie das Hochwasser in Mitteleuropa 2013 bezeichnet; inzwischen gab es einige weitere Hochwasser, die diese Bezeichnung relativieren). Bei derartigen, besonders starken Hochwassern wird von „Jahrtausendhochwassern“ gesprochen (z. B. Magdalenenhochwasser 1342 oder Oderhochwasser 1997).
Der Beitrag der globalen Erwärmung zum Hochwassergeschehen ist bisher nicht klar. Für manche Regionen prognostiziert man eine Steigerung des Jahresniederschlages, für andere eine Verminderung oder eine andere Verteilung. Dennoch geht das IPCC davon aus, dass Hochwasserrisiken künftig zunehmen werden.
Länder mit geringen Reliefhöhen wie die Niederlande, Deutschland (vor allem im Norden) und Dänemark versuchen, sich durch massive Deichbaumaßnahmen und Sperrwerke vor steigendem Meereshochwasser zu schützen. Wird kein intensiver Hochwasserschutz betrieben, kann es wie in Bangladesch am Mündungsdelta des Ganges häufiger zu Katastrophen mit vielen tausend Toten kommen.
Hochwassersituationen entstehen auch im Landinneren durch das Anschwellen der Flüsse und Seen. Ebenso können durch Eisstau oder Windeinstau (zum Beispiel Hamburger Sturmflut) Hochwasser entstehen.
Die Hochwasser(scheitel) eines Flusses und eines Nebenflusses können zusammenwirken. Beispiel: Wenn in Koblenz eine Mosel- und eine Rhein-Hochwasserwelle zeitnah zusammentreffen, erhöht sich ab da das Rheinhochwasser. Beim Rheinhochwasser Ende 1993 wirkten Fluten aus Neckar, Main, Nahe und Mosel zusammen.
Traditionell werden feste Markierungen an Gebäuden oder anderen Befestigungen in Form von Hochwassermarken oder Flutmarken angebracht, um den Höchststand zu dokumentieren.

## Hochwasserrisiko

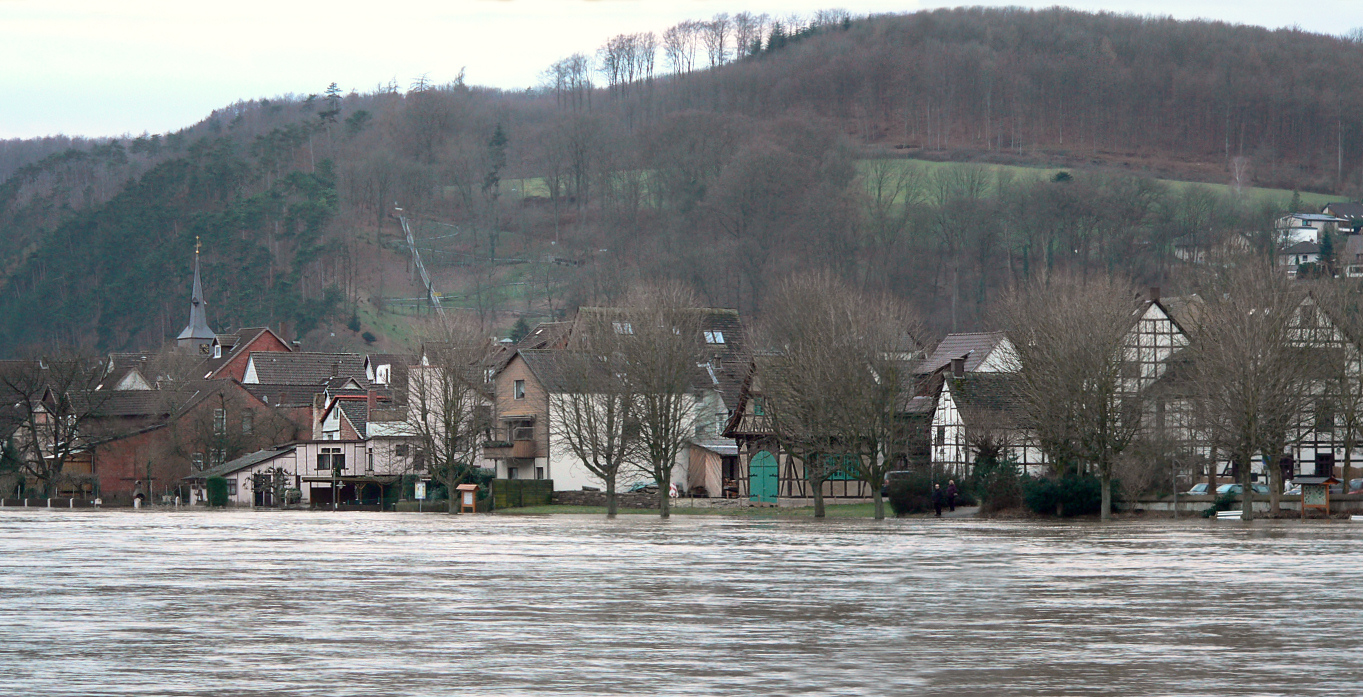
Bodenwerder bei Hochwasser der Weser

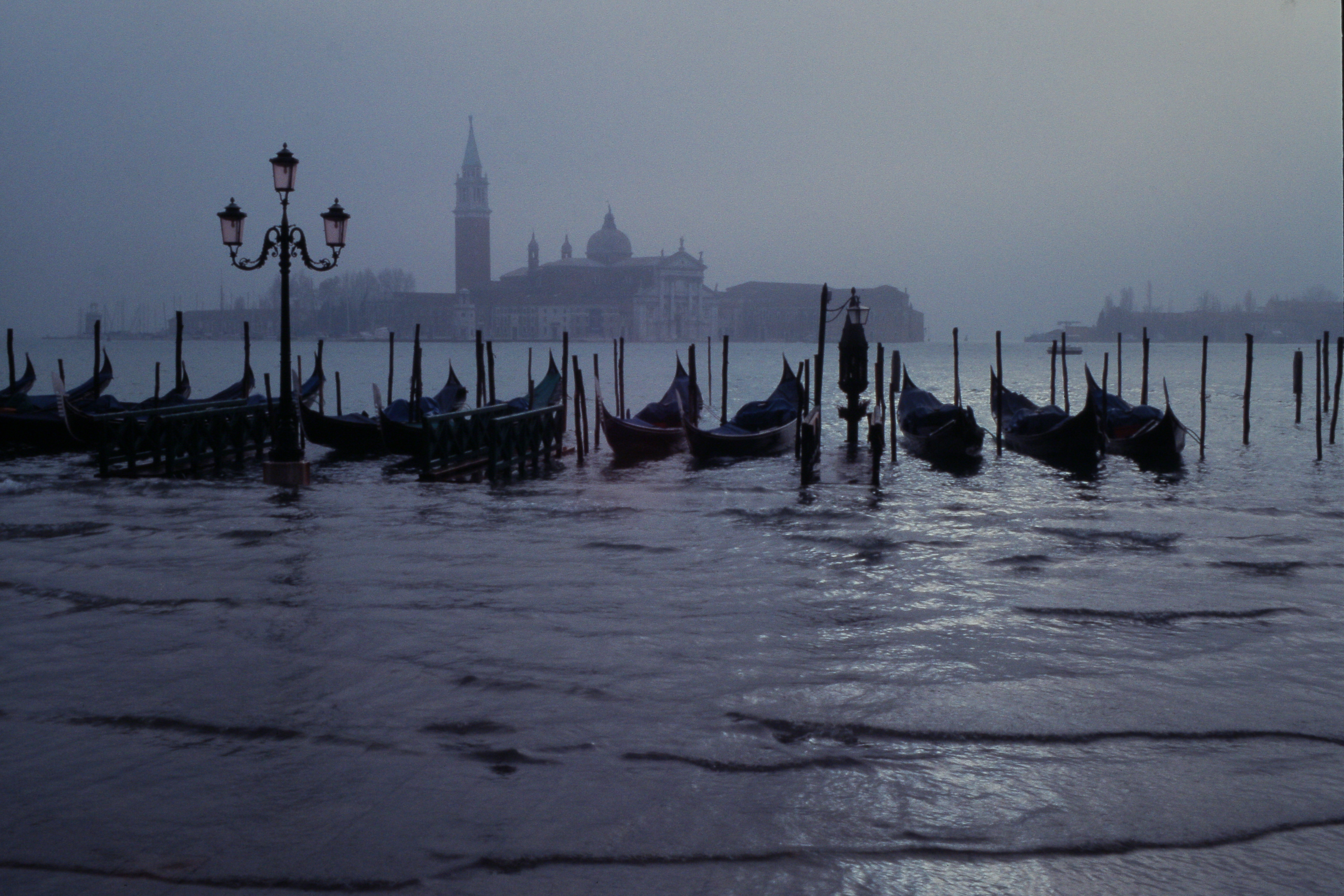
„Regelmäßiges“ Hochwasser in Venedig

Im Zuge der fortschreitenden Landnutzung wuchsen auch die genutzten Flächen, die Hochwassergefahren ausgesetzt sind. Im 19. Jahrhundert wurden Hochwasser weniger katastrophal gesehen als heute, waren doch die verbauten Flächen weniger, mitunter galten Hochwasser als Wetter-Ereignisse vergleichbar dem Schnee heute; so empfand der Maler Gustav Schönleber diese als „angenehme Abwechslung“.
Die menschliche Flächennutzung und meist damit verbundene Flächenversiegelung sowie der nicht sachgerechte Ausbau von Gewässern (lineare Regulierung, Verminderung der Retentionsräume) können verschärfend auf Hochwasserstände wirken. Eine Erweiterung des Abflussquerschnitts vermindert die Überflutungsgefahr lokal, kann sie aber flussabwärts erhöhen. Durch Bewuchs und Anlandungen kann sich der Abflussquerschnitt wieder verringern.
Die Kosten des Wetterereignisses sind kaum abschätzbar.
Das Hochwasserrisiko eines Gebietes kann je nach Lage anhand folgender Faktoren ermittelt werden:
- Höhe über dem Meeresspiegel
- Geomorphologie
- die Verwundbarkeit, das heißt die Empfindlichkeit der betroffenen Einrichtung oder Nutzungen gegenüber Überflutungen und
- das Ausmaß und die Häufigkeit der Überflutung in jüngerer Zeit.

### Im Krieg
In Kriegssituationen kann eine vorsätzliche Überflutung als Angriffs- oder als Verteidigungswaffe gegen Angreifer eingesetzt werden. Unter anderem hat den Niederlanden diese Strategie oft Erfolg gegen Angreifer gebracht. Siehe: Achtzigjähriger Krieg, Alkmaar, Inundierung.
1943 zerstörte die britische Luftwaffe einige deutsche Talsperren. Weitere Angriffe auf Staumauern gab es an der Dnjeprostroj- und der Supung-Talsperre.
1945 öffneten Soldaten der Wehrmacht die Rurtalsperre; am 10. Februar 1945 sprengten sie die Verschlüsse des Kermeterstollens am Kraftwerk Heimbach, worauf die Talsperre bis zum Niveau des Kermeterstollens leer lief. Sie sprengten auch die Verschlüsse der Grundablassstollen der Staumauer Schwammenauel (Rursee). Beides zusammen erzeugte flussabwärts ein wochenlanges Hochwasser, das die Flussaue verschlammte und den Westalliierten den Vormarsch erschweren sollte. Die Rur wurde von einem kleinen Flüsschen zum reißenden Gewässer; dies verzögerte den Beginn der Operation Grenade (Übersetzen der 9. US-Armee über die Rur).
Ab dem 2. Dezember 1944 sprengte die Wehrmacht am Niederrhein Deiche, um die vorrückenden Westalliierten am Übersetzen zu hindern. Auch die Operation Veritable (8. – 21. Februar 1945) geriet dadurch ins Stocken, zumal der Winter 1944/45 sehr kalt war.
Am 6. Juni 2023 wurde in der Ukraine der Kachowka-Staudamm zerstört. Dadurch ergoss sich der Kachowkaer Stausee flussabwärts und überschwemmte weite Teile und forderte mehr als 60 Tote.

### Qualifikation von Hochwassern

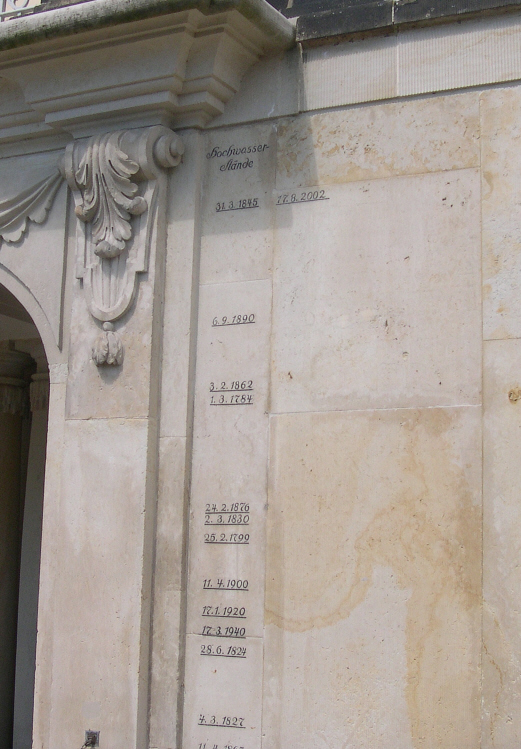
Hochwassermarken am Schloss Pillnitz bei Dresden

Hochwasser werden zumeist mit einer statistischen Bewertung versehen. Grundlage sind langjährige Messreihen an Pegeln. Aus diesen werden die Jahreshöchstwerte ausgewählt und Überschreitungswahrscheinlichkeiten ermittelt. Deren Kehrwert ist die Jährlichkeit. Diese Jährlichkeiten bezeichnen das statistische Wiederkehrintervall.
An Fließgewässern ist der einzelne Pegelstand wenig aussagekräftig für die allgemeine Situation. Daher errechnet man hier die Durchflussmenge am Pegel, die über das jeweilige Flusssystem aufsummiert werden kann.
Diese Durchflussmenge (bzw. Abflussmenge unterhalb einer Pegelstelle) bezeichnet man in der Hydrografie mit „Q“ (aus lateinisch quantitas ‚Menge‘), den Wasserstand mit „W“, Hochwasser mit „H“. Daher hat sich für Abflusskenngrößen und damit für die Bezeichnung der Hochwasser selbst die Notation „HQ“ bzw. an Seen und Küsten „HW“ eingebürgert. „HQ100“ oder „HW100“ (auch HQ100 notiert) beispielsweise bezeichnet ein statistisch gesehen alle 100 Jahre auftretendes Hochwasserereignis, ein „Jahrhunderthochwasser“.
Die typischen Referenzwerte an Flüssen sind:
- Mittlerer Hochwasserabfluss (MHQ): Das arithmetische Mittel aus den höchsten Abflüssen (HQ) gleichartiger Zeitabschnitte für die Jahre des Betrachtungszeitraums. Der Zeitabschnitt und der Betrachtungszeitraum der Angabe ist im Zweifelsfalle hinzuzufügen, so ist zum Beispiel „HQ 1971/1980“ der höchste Abfluss aus den Jahren 1971 bis 1980, „SoHQ 1971/1980“ das höchste in den Sommern 1971 bis 1980, „JulHQ 1971/1980“ der höchste in den Julimonaten der Jahre 1971 bis 1980 aufgetretene Abfluss.
- Höchster jemals gemessener Hochwasserabfluss (HHQ, „Höchstes jemals gemessenes Hochwasser“): Historisch belegtes Höchsthochwasser
- Rechnerisch höchster Hochwasserabfluss (RHHQ): Die wasserbauliche Berechnungsgröße des Höchsthochwassers

Dabei verdrängen zunehmend Niederschlags-Abfluss-Modelle („NA-Modelle“) die herkömmlichen Tabellen.
Zudem gibt es eine phänomenologische Klassifizierung anhand der Ausmaße der jeweiligen Auswirkung wie Ausuferungen, Überströmen von Sperrwerken oder Ausmaß der Überflutungen. Diese Hochwasserwarnstufen sind heute meist an die Abflusskenngrößen gekoppelt (ähnlich der Beaufort-Skala für Windstärken, die nach Windgeschwindigkeiten eingeteilt ist):
- das deutsche länderübergreifende Portal hochwasserzentralen.de beispielsweise verwendet ein vierstufiges System, das den Warnstufen der einzelnen Länder entspricht, in den Grenzen HQ2, HQ10, HQ20, HQ100:[12]
- „Kleines Hochwasser → Mittleres Hochwasser → Großes Hochwasser → Sehr großes Hochwasser“
- dabei werden die Binnenhochwasser- und die Sturmflutwarnungen zunehmend korreliert
- in Österreich sind aktuelle Daten allgemein auf die Periode 1981–2010 hydrologisches Jahr (30-jähriges Mittel) bezogen. Üblich ist:[13]
  - „Extremes Hochwasser“ / extrem selten: HQ100–RHHQ (100-jährliches bis rechnerisch höchstes Hochwasser)
  - „Sehr großes Hochwasser“ / sehr selten: HQ30–HQ100 (30- bis 100-jährliches Hochwasser)
  - „Großes Hochwasser“ / selten: HQ10–HQ30 (10- bis 30-jährliches Hochwasser)
  - „Mittleres Hochwasser“ / selten–häufig: HQ5–HQ10 (5- bis 10-jährliches Hochwasser)
  - „Kleines Hochwasser“ / häufig: HQ1–HQ5 (1- bis 5-jährliches Hochwasser)
  - „Erhöhtes Mittelwasser“ (Erhöhte Wasserführung) / sehr häufig: MQ–HQ1 (Mittel- bis 1-jährliches Hochwasser)
- Verbreiteter sind heute aber die Hochwasserwarnstufen (Abflusskategorien) 1–3, in den Grenzen >HQ1, >HQ10 und >HQ30, wie das etwa der hydrographische Dienst des Bundes, eHYD, verwendet (Stufe 1 entspricht also kleinen und mittleren Hochwassern).[14] Die besonders aufwendige Rheinaufweitung auf Höhe Vorarlberg wird für ein 300-jährliches Hochwasser HQ300 konzipiert.
- die Schweiz verwendet das BAFU, ein Gefahrenstufen-System:
  - für Flüsse in den Grenzen HQ2, HQ10, HQ30, HQ100
  - für die Seen das Verhältnis „Sommerkote“ (SK) zu Hochwassergrenze (HWG) in den Grenzen SK+1⁄3, SK+2⁄3, HWG und HWG+25 cm[15]

## Hochwasserschutz

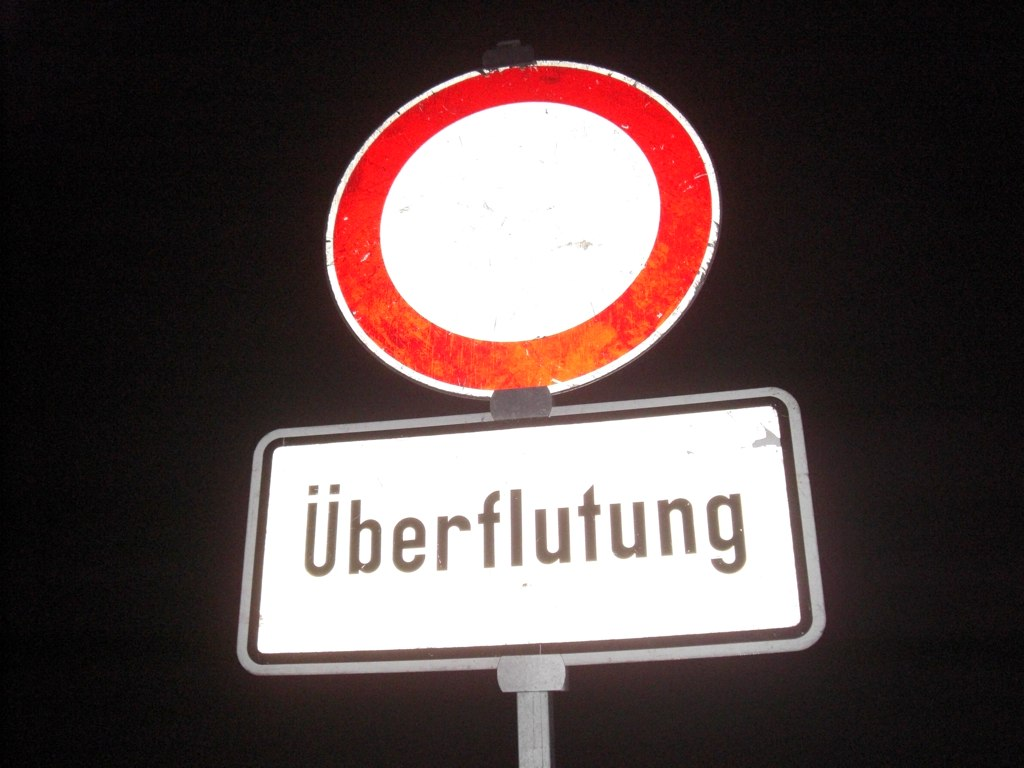
Warnschild Überflutung beim Hochwasser in Gechingen (2009)

Maßnahmen zum Hochwasserschutz können folgende Aspekte umfassen:
- Anpassung der Nutzung an die Hochwassergefährdung (Absiedelung, Änderung der landwirtschaftlichen Nutzung, sichere und schadensarme Gestaltung von Bauwerken)
- Schutz vor dem Hochwasser durch
  - Rückhalt des Niederschlagswassers in der Fläche, oder durch Regenrückhaltebecken
  - Buhnenbauwerke
  - Wiederherstellung der natürlichen Flussgeometrie (eine große Uferlänge durch viele Bögen)
  - Schutz betroffener Gebiete oder Objekte durch Deiche (in Österreich auch als Hochwasserschutzdämme bezeichnet)
  - Erhöhung der Abfuhrkapazität der Gewässer durch Querschnittserweiterung und Flutmulden
- Rechtzeitige Warnungen und Alarmierung durch automatische Pegelmessstationen und Hochwasserwarndienste

Zwischen den einzelnen Maßnahmen bestehen Abhängigkeiten. Zum Beispiel können Regulierungen und Deichbaumaßnahmen zu einer Verschärfung der Hochwassergefahr für Unterlieger oder Anrainer führen. Die Errichtung von Hochwasserrückhaltebecken (Retentionsbecken) verringert das Risiko einer häufigen Überflutung zu Lasten eines seltenen, aber katastrophalen Dammbruchs durch ein Totalversagen des Rückhaltebeckens.
Eine umfassende Strategie zur Verminderung der Folgen eines Hochwassers gibt das Hochwassermanagement.

### Staatliche Schutzmaßnahmen in einzelnen Ländern
Bei allen Hochwasserschutzmaßnahmen ist zu beachten, dass stets ein Restrisiko besteht (Anlageversagen, Überschreitung des Bemessungshochwassers).

#### Deutschland
Seit dem Jahr 2009 haben mehrere Bundesländer Informationskampagnen ins Leben gerufen. Sie setzen hauptsächlich auf freiwillige Vorsorge der Bürger.
Das Wasserhaushaltsgesetz (WHG) definiert seit 2010 Hochwasser als: „eine zeitlich beschränkte Überschwemmung von normalerweise nicht mit Wasser bedecktem Land“ (§ 72 WHG) durch oberirdische Gewässer (Flüsse, Seen, Meer). Überschwemmungen aus Abwasseranlagen sind in Deutschland ausdrücklich nicht als Hochwasser definiert. Ergänzende Regelungen finden sich in einigen Landeswassergesetzen der Bundesländer. Ein gesetzlich festgeschriebenes Schutzniveau gibt es nicht.
Zuständige Behörden der Länder sind durch das Wasserhaushaltsgesetz dazu verpflichtet, Hochwasserrisikomanagementpläne aufzustellen und öffentlich zugänglich zu machen. Diese umfassen auch die Erstellung von Gefahren- und Risikokarten in einem, für große Flüsse und Einzugsgebiete geeigneten, meist großskaligen Maßstab. 
Die erforderlichen Hochwassergefahrenkarten sollen das Ausmaß der Überflutung, die Wassertiefen und bei Bedarf die entsprechenden Fließgeschwindigkeiten für verschiedene Wiederkehrintervalle darstellen.

#### Österreich
In Österreich werden folgende Schutzziele angestrebt:
HQ30 Untergeordnete Objekte
HQ100 Standardschutz
HQ150 Ausbaugrad Wildbach
Darüber hinausgehende Schutzgrade werden bei besonderer Schutzerfordernis (zum Beispiel für die Stadt Wien) angestrebt.
Das Umweltministerium lässt eine Hochwassersimulation durch VRVis erstellen. Es basiert auf einer Vermessung des Geländes und stellt für Objekte das Schadenrisiko in 3 Kategorien dar. Ab Herbst 2020 sollen alle Gemeinden abgedeckt und unter der Website hora.gv.at (HORA Hochwasserrisikozonierung Austria) abrufbar sein.

#### Schweiz
Im Juni 1877 wurde das Bundesgesetz über die Wasserbaupolizei erlassen. Von 1982 bis 2002 waren zwei Drittel der Gemeinden der Schweiz einmal von einem Hochwasser betroffen. Unterschiedlich gefährdete Gebiete werden auf Gefahrenkarten ausgewiesen und haben Auflagen zu Bauten zur Folge. Diese Gefahrenkarten waren im Jahr des grossen Hochwassers von 2005 in einem Drittel der Gemeinden der Schweiz erstellt gewesen, wo sie vorgelegen hatten, stimmten sie grösstenteils mit den tatsächlich vom Hochwasser betroffenen Gebieten überein. «Nur 10 Prozent des Hochwassers betrafen Gebiete ausserhalb der markierten Gefahrengebiete.» Die Eidgenössische Forschungsanstalt für Wald, Schnee und Landschaft führt die mit Daten seit 1972 öffentlich einsehbare Unwetterschadens-Datenbank der Schweiz.

#### Niederlande
In den Niederlanden werden differenzierte Schutzniveaus hantiert. Während in einigen Teilen des Landes ein Schutzniveau gegen ein HQ 1.250 besteht, wird zum Beispiel ein Großteil der Randstad gegen ein Ereignis, das statistisch einmal in 10.000 Jahren vorkommt, geschützt. Während Rijkswaterstaat für nationalen Hochwasserschutz (d. h. für große Wasserstraßen sowie Küstenschutz) zuständig ist, werden die regionalen Schutzziele von den 26 Waterschappen (ähnlich den Wasserverbänden in NRW) verfolgt.

#### USA
In den USA wurde der Hochwasserschutz vom dafür zuständigen US Army Corps of Engineers auf das Niveau eines 230-jährlichen Hochwassers festgelegt. Dieses Niveau ist auch gewährleistet, jedoch hat die Überflutung von New Orleans zu der Erkenntnis geführt, dass dieses Schutzniveau nicht ausreicht.

### Organisation des Hochwasserschutzes

#### Deutschland
Um die mit dem Hochwasser verbundenen Gefahren sowohl an den deutschen Küsten als auch an den Flüssen einzuschätzen, haben die Bundesländer ein Länderübergreifendes Hochwasserportal im Internet eingerichtet. Regional und lokal gibt es unterschiedliche Warn- und Alarmstufen. Die Meldesysteme arbeiten meist computergestützt und sind in der Lage, Hochwasservorhersagen oder -abschätzungen für mehrere Stunden im Voraus zu liefern. Durch kurzfristige Wetteränderungen sind längerfristige Vorhersagen mit Fehlern behaftet.
Der Katastrophenschutz fällt in die Zuständigkeit der jeweiligen Innenbehörden, die für Rettungsmaßnahmen auf die Feuerwehren, das THW, die Bundeswehr u. a. zurückgreifen.

#### Österreich
Die unmittelbare Hilfe und Abwehr im Hochwasserfall erfolgt durch die örtliche Feuerwehr. Langfristigere Hilfe erfolgt durch den Katastrophenhilfsdienst der Feuerwehr und Assistenzeinsätze des Bundesheeres.
Auch hier ist das meist benutzte Hilfsmittel beim Hochwasserschutz der Sandsack.
Die Errichtung, Erhaltung und Betrieb von Hochwasserschutzmaßnahmen erfolgt durch die individuell Betroffenen, Wassergenossenschaften, Kommunen und Wasserverbände.

### Österreich
- hora.gv.at: Natural Hazard Overview & Risk Assessment Austria
- „Niederösterreichischer Zivilschutzverband“, noezsv.at: Hochwasser – Wasser als Naturgewalt

### Schweiz
- Bundesamt für Umwelt (CH), hydrodaten.admin.ch: Gefahren und Warnungen